# ثيف سيميولتر
ثيف سيميولتر أو محاكي الحرامي (بالإنجليزية: Thief Simulator)‏ هي لعبة تسلل عالم مفتوح من تطوير شركة نوبل مافنز البولندية، صدرت اللعبة على منصة مايكروسوفت ويندوز في 9 نوفمبر 2018 وعلى نينتندو سويتش في 16 مايو 2019 وعلى بلاي ستيشن 4 في 12 أغسطس 2020.